# Mikepércs
Mikepércs es un pueblo húngaro perteneciente al distrito de Derecske, condado de Hajdú-Bihar.

## Superficie
Cuenta con una superficie de 36,93 km².

## Demografía
Hasta 2024 la población era de 5389 habitantes, con una densidad de población de 145,92 hab/km².
| Gráfica de evolución demográfica de Mikepércs entre 2020 y 2024 |
|                                                                 |
| Datos según la Oficina Central de Estadística de Hungría.       |